# 終わりなし
『終わりなし』 (おわりなし、ポーランド語：Bez końca、英：No End) は、クシシュトフ・キェシロフスキ監督による1985年製作のポーランド映画。

## 概要
本作はヴォイチェフ・ヤルゼルスキ政権下で戒厳令が敷かれていた1982年のポーランドを舞台としている。政府に対する軽微な抵抗（政治的な落書きやストライキなど）が数年の懲役刑に処せられる時代であった。戒厳令導入後のポーランド人の精神状態のリアルを描いている。

## ストーリー
舞台は1982年、戒厳令下のポーランド。弁護士アンテク・ジロはすでに心臓発作により、若くして運転中に亡くなっている。彼の霊は死後も現世に留まり、時折観客に向かって語りかける（第四の壁を破る）。アンテクは妻のウルシュラ（通称ウラ）と息子ヤツェクを残していた。
一か月後、ウラのもとに、アンテクの最後の依頼人ダレク・スタフの妻ヨアンナから電話が入る。ダレクは「連帯」のストライキに参加したとして逮捕され、裁判にかけられていた。ヨアンナは夫の訴訟に関する書類を求めてくる。最初は拒むウラだったが、最終的にヨアンナに資料の閲覧を許す。その会話の中で、アンテクがかつて師事していた老弁護士、ミェチスワフ・ラブラドールの名前が挙がる。
その日の午後、ウラは亡き夫の遺品を整理している中で、顔の部分が切り取られた自分のヌード写真を見つけてしまう。ウラはアンテクの友人であるトメクを訪ね、写真の経緯を確認する。さらにファイルの中から、ダレクが「連帯」の活動により逮捕された際、アンテクに弁護を依頼する手紙も見つかる。
その後、ラブラドールがダレクを拘置所に訪ね、裁判の方針を話し合う。ラブラドールは「政府批判ではなく改革を望む建設的な市民」としてダレクを擁護しようとするが、ダレクはあくまで体制の不正を訴えるべくハンガー・ストライキを始める決意を示す。
クリスマスの頃、ウラは学生時代にアンテクと親しかった女性マルタ・ドゥライと再会する。やがて、ウラはバーで出会った若いイギリス人の男から売春を持ちかけられ、一度は拒絶するものの、最終的に受け入れてしまう。
一方、ヨアンナの家では新たな労働組合結成の話題が交わされ、ダレクの同志たちも関与していることが明らかになる。夫の死と孤独に苦しむウラは催眠療法を試み、「アンテクを忘れる」暗示を受けるが、そこで夫の幽霊を幻視してしまう。帰宅後、悪夢を見て泣く息子ヤツェクを抱きしめ、静かに慰める。
ラブラドールは再びダレクの元を訪れ、仲間たちを証人として呼び、政治的に無害であると主張すれば減刑が可能だと説得する。しかしダレクはあくまで体制に抗議するため、獄中に留まる意志を曲げようとしない。ラブラドールは代理の若手弁護士を通じて説得を続け、最終的には彼にハンガー・ストライキをしないよう説得することに成功する。
その後、ウラは再び精神科医を訪れ、夫の墓前で蝋燭を灯す。息子を義母に預け、自宅へと戻る。
やがて開かれた公判で、裁判官はダレクの刑を執行猶予付きに切り替え、直ちに釈放すると宣告する。ラブラドールはその直後、弁護士としての引退を宣言する。
その夜、ウラは静かに自宅のガスオーブンをつけ、口にテープを貼って前に座る。そしてそのまま命を絶ち、幽霊となったアンテクと再会する。二人は黒い服を身にまとい、広い芝生の上を並んで歩いてゆく。

## 登場人物
ウルシュラ・ジロ
演：グラジナ・シャポウォフスカ
アンテクの妻であり、翻訳者。夫の死後、深い喪失感と孤独に苛まれる。彼女は夫の最後の依頼人であるダレクの裁判に関わることで、夫の遺志を継ごうとする。催眠療法を受けたり、偶然出会ったイギリス人男性と関係を持つなど、心の空白を埋めようと模索する。
アンテク・ジロ
演：イェジー・ラジヴィウォヴィチ
ウルシュラの夫。若くして心臓発作により交通事故死した弁護士。死後も幽霊として登場し、第四の壁を破って観客に語りかけている。
ダレク・スタフ
演：ジャン＝ピエール・ロリト
労働組合「連帯」の活動家で、アンテクの最後の依頼人。政治的活動により逮捕され、獄中でハンガーストライキを宣言する。
ミェチスワフ・ラブラドール
演：アレクサンデル・バルディニ
アンテクの元上司であり、経験豊富な弁護士。ウルシュラの依頼でダレクの弁護を引き受ける。ダレクの政治的信念を理解しつつも、現実的な解決策を模索し、彼の釈放を目指す。
ヨアンナ・スタフ
演：マリア・パクルニス
ダレクの妻で、夫の釈放を願いウルシュラに協力を求める。
ヤツェク・ジロ
演：クシシュトフ・クシェミンスキ
ウルシュラとアンテクの息子。幼いながらも両親の死と向き合い、母親の精神的支えとなる。
トメク
演：マレク・コンドラト
アンテクの友人で、ウルシュラが夫の遺品を整理する際に助言を与える。
マルタ・ドゥライ
演：マルゼナ・トリバワ
アンテクの学生時代の知人で、ウルシュラが過去を振り返る際に登場する。

## 製作

### プリプロダクション
本作は、クシシュトフ・キェシロフスキ監督が弁護士で脚本家のクシシュトフ・ピエシェヴィッチと初めて共同で制作した作品である。ピエシェヴィッチは1982年2月、戒厳令下で独立自主管理労働組合「ポーランド独立連盟」の活動家を弁護した経験を持つ。2年後、彼の同僚であったイェジ・ヴォジニャクが癌で亡くなり、その死が脚本執筆におけるインスピレーションの源となった。

また、戒厳令後の連帯地下運動における絶望感を反映する、カロル・モジェレフスキによる『ティゴドニク・ポフシェフニ』誌上の言葉もピエシェヴィッチに強い印象を与えた。
「あの『連帯』はもう存在しない。同じような人々はいるが、あの精神は失われた。1981年12月13日の戒厳令以降、もはや『連帯』はポーランドには存在していない。」
この発言に対しピエシェヴィッチは、「非常に深く考え抜かれ、豊かな経験に裏打ちされた、我々の映画的描写の真実性を証明するもの」と評している。このようにして、キェシロフスキから脚本技法を学びながら、ピエシェヴィッチは自身の職業経験を映画に取り入れた。
弁護士ジィラ役には、キェシロフスキがアンジェイ・ワイダ監督作『鉄の男』（1981年）で主役を演じたイェジ・ラジヴィウォヴィチを起用した。ピエシェヴィッチによれば、『終わりなし』におけるラジヴィウォヴィチ演じる主人公の死は、「『鉄の男』の死」を象徴していたという。
とはいえ、作品はキリスト教的人間中心主義に基づいた希望のある結末を提示しようとしており、当初の脚本タイトルは『幸せな結末』だった。ピエシェヴィッチはこの作品を、キェシロフスキの映画主題がポーランド国内の問題からより普遍的な問題へと展開する出発点だったと回想している。

またキェシロフスキは後年、ピエシェヴィッチとの交流を通じて、自作における女性の描き方への意識が変わったことを語っている。
「昔の私は、女性を薄っぺらく、立体性のない存在として描いていたと批判された。『スタッフ』には女性が登場しないし、『静寂』や『アマチュア』『傷跡』などでは、女性は悪役だった。『偶然』では、女性は主人公の伴侶にすぎなかった。だからこそ、『女性の視点から女性について描く映画を作ろう』と思ったのかもしれない。」

### 撮影
撮影は、長年キェシロフスキとタッグを組んできたヤツェク・ペトゥリツキが担当した。当初、彼は本作に対して好意的だったが、編集段階でキェシロフスキと対立した。問題となったのは、主人公ウルシュラの息子が「連帯」のデモ隊に加わるシーンが削除されたことだった。ペトゥリツキはそのシーンの削除を、政権への妥協と見なし、これを許せずキェシロフスキとの関係を断った。

## 評価
本作は批評家から高く評価されている。Rotten Tomatoesによると、 10人の批評家による支持率は90%となった。

### 初公開時のポーランド国内での反応
『終わりなし』は検閲を通過し、1985年6月17日に限定的に公開された。しかしその内容は、共産主義側（ポーランド統一労働者党）・反体制側（「連帯」）の双方から批判された。共産党系の評論家たちは、本作が戒厳令に反対する人物の姿勢を賛美しているとして非難。たとえば『トリブナ・ルドゥ』紙のジグムント・ヴィシニェフスキは「戒厳令は彼らの利益のために敷かれたはずだ」とし、映画の姿勢を反社会主義的と断じた。
一方、『Film』誌のチェスワフ・ドンヂウォは、地下活動家の「清らかで穏やかな」描写を揶揄し、幽霊として登場するジィラの姿を「叔母の誕生会で行う降霊術のようだ」と酷評した。『Polityka』誌のジグムント・カウジュィンスキは、映画が「『連帯』を代表する人物を愚鈍な男として描き、政府を日和見主義とし、他の全ての人々には自殺を勧めている」として、あらゆる層を侮辱していると非難した。
また、反体制側からは「共産体制に迎合している」との批判もあり、カトリック教会は、絶望感を醸す雰囲気、偶発的な性行為や自殺の描写、さらには亡き夫への愛が母性愛を上回っていることを理由に、作品を強く非難した。
それでも観客の反応は概して冷静であり、映画は約20万人の動員を記録した。

### 後年の評価
1988年、ポール・コーツは『終わりなし』をアダム・ミツキェヴィチの『霊祭（ディヤディ）』やスタニスワフ・ヴィスピャンスキの『結婚式』などと比較し、「表面上は絶望的な内容でも、政治的メッセージを内包している」と評価した。
仏『ポジティフ』誌のエリック・ドゥロベールも、作中に登場する幽霊のジィラを通して、ラジヴィウォヴィチが再び「連帯」の代弁者となっているとし、「観察し、見守り、最低限のものを守る姿勢」に政治的意義を見出した。
2003年、マレク・ハルトフは、キェシロフスキがミツキェヴィチやヴィスピャンスキ同様、歴史の重みを超克できないことを示していると論じ、「死んだ弁護士＝歴史の亡霊」が過去を喚起しつつ、未来への希望も含んでいるとした。
批評家タデウシュ・ソボレフスキは、「この映画は、キェシロフスキ自身の苦悩、希望の模索、そして屈辱を描いている」とし、作中に引用されたエルネスト・ブリルの詩「気づけば狼から毛の抜けた犬に変わっていた」が、戒厳令後のポーランドの陰鬱な雰囲気を象徴していると述べた。
『Time Out』誌は、「西側の映画が政治的無関心という贅沢を享受している中、閉ざされた世界からなおも、制度への情熱的な姿勢を持つ作品が生まれることは希望である」とし、霊的側面や繊細な感情も高く評価した。
スラヴォイ・ジジェクは本作を『トリコロール／青の愛』（1993年）の予兆と捉え、どちらも「夫の死」から始まるが、前者が「自殺」に終わるのに対し、後者は「社会への回帰」を描くことで対比をなしていると指摘。この二作は、『ふたりのベロニカ』（1991年）同様、「人生の異なる可能性を描く実験」として読むべきだと述べている。